# Eduard Buchner
Eduard Buchner, nemški kemik in botanik, * 20. maj 1860, München, Nemčija, † 13. avgust 1917, Focșani, Romunija.
Eduard Buchner je bil sin zdravnika in izrednega profesorja sodne medicine. Leta 1884 je začel študirati kemijo pri Adolfu von Baeyerju in botaniko na Inštitutu za botaniko v Münchnu. Nekaj časa je delal v Erlangnu z Ottom Fischerjem nato pa je leta 1888 doktoriral na Univerzi v Münchnu. 
Svoje prvo pomembno delo, ki obravnava vpliv kisika na fermentacijo je objavil v letu 1885. Rezultate raziskav o alkoholni fermentaciji brez celic kvasa je opisal v članku iz leta 1897.
V letu 1900 se je poročil z Lotto Stahl.
Za svoje biokemijske raziskave in odkritje necelične fermentacije je leta 1907 prejel Nobelovo nagrado za kemijo.
Med 1. svetovno vojno je služil kot major v poljski bolnici na bojnih položajih v Focşaniju v vzhodni Romuniji. 3. avgusta 1917 je bil ranjen in je za posledicami ran devet dni zatem umrl v Münchnu.